# Обезьяньи проделки (фильм, 1952)
«Обезьяньи проделки» (англ. Monkey Business) — американский фильм 1952 года в жанре эксцентричной комедии, поставленный режиссёром Говардом Хоуксом. Главные роли исполнили Кэри Грант, Джинджер Роджерс, Чарльз Коберн и Мэрилин Монро.

## Сюжет
Чудаковатый учёный доктор Барнаби Фултон (Кэри Грант) трудится над средством для омоложения и никак не может найти нужную формулу. Однажды одна из обезьян, на которых проводятся опыты, выбирается из клетки и, играясь с колбами, смешивает жидкости, случайным образом получая состав, который даёт эффект омоложения организма. Побочным эффектом является омоложение характера на некоторое время в зависимости от принятой дозы, после которого начинается страшное похмелье, в результате которого люди вновь возвращаются в свой возраст и становятся совершенно скверными и раздражительными, что через время, правда, вновь проходит.
Эту колбу обезьяна прячет в сосуд для питьевой воды, которую по очереди употребляют люди, находящиеся в лаборатории.
Первым употребляет её сам профессор: он на время вновь становится молодым и начинает вести себя развязно. Он катается с секретаршей (Мэрилин Монро) на спонтанно приобретённой им машине одной из самых дорогих моделей.
Затем он вновь возвращается в обычное состояние. Следующей подопытной становится его жена (Джинджер Роджерс) миссис Барнаби. После похмелья они с ней на время ругаются, и это включает в действие давнего соперника её мужа — адвоката.
Тот пытается подать в суд на профессора за то, что тот испытывал средство на своей жене, предварительно не испытав его на животных.
Компания же требует от профессора немедленно выдать формулу.
Запершись вместе с женой в лаборатории для работы, профессор и она принимают кофе с огромной дозой вещества, что возвращает пару в состояние детства. Жена, которая после продолжительного сна выходит из этого состояния раньше в связи с какими-то особенностями женского организма, являющегося одним из побочных эффектов, теряет своего мужа и решает, что он — ребёнок, который был оставлен ей соседкой с просьбой присмотреть за ним.
Главы компании пытаются выпытать у ребёнка формулу и решают дать ему проспаться в надежде, что он вновь вернётся в нормальное состояние.
Когда в лабораторию через окно влезает профессор, он засыпает под одним одеялом с ребёнком, и все решают, что он вновь вырос.
Ему дают бумаги на подписание контракта с покупкой формулы.
Когда бумаги подписаны, нашёлся контейнер, спрятанный обезьяной, однако контракт не аннулируют и богатый учёный может жить счастливо.

## В ролях
- Джинджер Роджерс —  Эдвина Фултон
- Кэри Грант — Барнаби Фултон
- Чарльз Коберн — Оливер Оксли
- Мэрилин Монро — Лоис Лорел
- Гарри Кэри-мл. — репортёр
- Эстер Дейл — миссис Райнлендер

В титрах не указаны
- Даббс Грир — таксист
- Хейни Конклин — маляр

## Восприятие
На сайте-агрегаторе Rotten Tomatoes фильм имеет рейтинг 78% на основе 27 рецензий критиков с общей оценкой 6,1/10.
Режиссёр Говард Хоукс позже сказал, что не считает идею фильма правдоподобной, и думает, что он не такой смешной, каким мог бы быть. Питер Богданович отметил, что сцены с Кэри Грантом и Мэрилин Монро особенно хороши, и показывают то, что Монро не была главной героиней, в отличие от Джинджер Роджерс. Грегори Лэмб из The Christian Science Monitor описал Роджерс в фильме как «превосходную комедийную актрису».

## Награды и номинации
- Номинация на премию «Золотой глобус» 1953 год в категории «Лучшая женская роль (комедия или мюзикл)» — Джинджер Роджерс